# Léon Gérin
Pour les articles homonymes, voir Gérin.
Léon Gérin (17 mai 1863 - 15 janvier 1951) est un pionnier de la sociologie au Québec, souvent considéré comme le premier sociologue québécois.

## Biographie
Né à Québec au Canada-Est, Léon Gérin est le fils du poète Antoine Gérin-Lajoie et de Joséphine Parent. Il étudie au Collège d'Ottawa puis au Séminaire de Nicolet, avant de faire son droit à l'Université Laval de Montréal. Séjournant à Paris, il découvre sa vocation sociologique en 1886.
D'abord sténographe judiciaire, il devient secrétaire personnel du ministre Auguste-Réal Angers. À partir de 1903, il traduit les débats de la Chambre des communes du Canada. Il épouse Adrienne Walker.
Gérin accumule de nombreux documents sur la société canadienne-française et multiplie ses correspondances et ses publications. Son œuvre influencera le sociologue Georges-Henri Lévesque. Nommé président de la Société royale du Canada, dont il fut également le président, il est récipiendaire de la médaille Lorne Pierce en 1941. 
Il décède à Montréal au Québec à l'âge de 87 ans.
Le prix Léon-Gérin et la médaille Innis-Gérin sont nommés en son honneur. Hervé Carrier, Jean-Charles Falardeau et Jean-Philippe Warren (L'Engagement sociologique, Éditions du Boréal, 2003) ont écrit sur sa vie.

## Ouvrages publiés
- L'habitant de Saint-Justin, 1898
- L'Exploitant agricole émancipé, 1937
- Aux sources de notre histoire. Les conditions économiques et sociales de la colonisation en Nouvelle-France, 1948
- Le Type économique et social des Canadiens. Milieux agricoles de traditions françaises, 1948
- Textes de Léon Gérin